# Liste der beschränkten Stoffe – Anhang XVII der REACH-Verordnung
Diese Liste der beschränkten Stoffe enthält die im Anhang XVII der REACH-Verordnung aufgeführten gefährlichen Stoffe, für die die Herstellung, das Inverkehrbringen oder die Verwendung eingeschränkt oder verboten sind.
Zum Stand vom 5. November 2023 wurden folgende Stoffe/Stoffgruppen im Anhang XVII aufgeführt.
| Eintrag                               | Stoff | CAS-Nummer | EG-Nummer | Beschränkungsbedingung |
| ------------------------------------- | --- | --- | --- | --- |
| 1                                     | polychlorierte Terphenyle (PCT) | polychlorierte Terphenyle (PCT) | polychlorierte Terphenyle (PCT) | Inverkehrbringung und Verwendung als Stoffe oder in Gemischen, inkl. Altöle, mit mehr als 0,005 Gew.-%. |
| 2                                     | Chlorethen (Vinylchlorid) | 75-01-4 | 200-831-0 | Verwendung und Inverkehrbringen als Treibgas für Aerosole. |
| 3                                     | Flüssige Stoffe/Gemische der Gefahrenklassen 2.1 bis 2.4, 2.6, 2.7, 2.8 (Type A und B), 2.9, 2.10, 2.12, 2.13 (Kat 1 und 2), 2.14 (Kat 1 und 2), 2.15 (Typ A bis F), Gefahrenklassen 3.1 bis 3.6, 3.7 (Beeinträchtigung der Sexualfunktion und Fruchtbarkeit sowie der Entwicklung), 3.8 (ausgenommen narkotisierende Wirkungen), 3.9 und 3.10, 4.1 und 5.1 nach Verordnung (EG) Nr. 1272/2008 (CLP) | Flüssige Stoffe/Gemische der Gefahrenklassen 2.1 bis 2.4, 2.6, 2.7, 2.8 (Type A und B), 2.9, 2.10, 2.12, 2.13 (Kat 1 und 2), 2.14 (Kat 1 und 2), 2.15 (Typ A bis F), Gefahrenklassen 3.1 bis 3.6, 3.7 (Beeinträchtigung der Sexualfunktion und Fruchtbarkeit sowie der Entwicklung), 3.8 (ausgenommen narkotisierende Wirkungen), 3.9 und 3.10, 4.1 und 5.1 nach Verordnung (EG) Nr. 1272/2008 (CLP) | Flüssige Stoffe/Gemische der Gefahrenklassen 2.1 bis 2.4, 2.6, 2.7, 2.8 (Type A und B), 2.9, 2.10, 2.12, 2.13 (Kat 1 und 2), 2.14 (Kat 1 und 2), 2.15 (Typ A bis F), Gefahrenklassen 3.1 bis 3.6, 3.7 (Beeinträchtigung der Sexualfunktion und Fruchtbarkeit sowie der Entwicklung), 3.8 (ausgenommen narkotisierende Wirkungen), 3.9 und 3.10, 4.1 und 5.1 nach Verordnung (EG) Nr. 1272/2008 (CLP) | Diverse Verwendungen und das Inverkehrbringen z. B bei Kennzeichnung mit H304. |
| 4                                     | Tris(2,3-dibrompropyl)phosphat (TDPP) | 126-72-7 | - | Verwendung und Inverkehrbringung in Textilien mit Hautkontakt. |
| 5                                     | Benzol | 71-43-2 | 200-753-7 | Inverkehrbringen als Stoff oder in Gemischen mit ≥ 0,1 Gew.-% (Ausnahme Treibstoffe, industrielle Verfahren und Erdgas), Verwendung in Spielzeug. |
| 6                                     | Asbestfasern | Asbestfasern | Asbestfasern | Verbot der Herstellung, des Inverkehrbringen und der Verwendung der Fasern und daraus hergestellter Erzeugnisse. |
| 6                                     | a) Krokydolith | 12001-28-4 | - | Verbot der Herstellung, des Inverkehrbringen und der Verwendung der Fasern und daraus hergestellter Erzeugnisse. |
| 6                                     | b) Amosit | 12172-73-5 | - | Verbot der Herstellung, des Inverkehrbringen und der Verwendung der Fasern und daraus hergestellter Erzeugnisse. |
| 6                                     | c) Anthophyllit | 77536-67-5 | - | Verbot der Herstellung, des Inverkehrbringen und der Verwendung der Fasern und daraus hergestellter Erzeugnisse. |
| 6                                     | d) Aktinolith | 77536-66-4 | - | Verbot der Herstellung, des Inverkehrbringen und der Verwendung der Fasern und daraus hergestellter Erzeugnisse. |
| 6                                     | e) Tremolit | 77536-68-6 | - | Verbot der Herstellung, des Inverkehrbringen und der Verwendung der Fasern und daraus hergestellter Erzeugnisse. |
| 6                                     | f) Chrysotil | 12001-29-5 132207-32-0 | - | Verbot der Herstellung, des Inverkehrbringen und der Verwendung der Fasern und daraus hergestellter Erzeugnisse. |
| 7                                     | Tris(aziridinyl)phosphinoxid | 545-55-1 | 208-892-5 | Verwendung in Textilien mit Hautkontakt und deren Inverkehrbringung. |
| 8                                     | Polybrombiphenyle, polybromierte Biphenyle (PBB) | Polybrombiphenyle, polybromierte Biphenyle (PBB) | Polybrombiphenyle, polybromierte Biphenyle (PBB) | Verwendung und Inverkehrbringen in Textilien in Kontakt mit der Haut |
| 8                                     | Polybrombiphenyle, polybromierte Biphenyle (PBB) | 59536-65-1 | - | Verwendung und Inverkehrbringen in Textilien in Kontakt mit der Haut |
| 8                                     | polybromierte Biphenyle, mit Ausnahme von Hexabrombiphenyl | - | - | Verwendung und Inverkehrbringen in Textilien in Kontakt mit der Haut |
| 8                                     | 4-Brombiphenyl | 92-66-0 | 202-176-6 | Verwendung und Inverkehrbringen in Textilien in Kontakt mit der Haut |
| 8                                     | 4,4'-Dibrombiphenyl | 92-86-4 | 202-198-6 | Verwendung und Inverkehrbringen in Textilien in Kontakt mit der Haut |
| 8                                     | Hexabrom-1,1'-biphenyl | 36355-01-8 | 252-994-2 | Verwendung und Inverkehrbringen in Textilien in Kontakt mit der Haut |
| 8                                     | Decabrom-1,1'-biphenyl | 13654-09-6 | 237-137-2 | Verwendung und Inverkehrbringen in Textilien in Kontakt mit der Haut |
| 8                                     | Nonabrom-1,1'-biphenyl | 27753-52-2 | 248-637-5 | Verwendung und Inverkehrbringen in Textilien in Kontakt mit der Haut |
| 8                                     | Tetrabrom(tetrabromphenyl)benzol | 27858-07-7 | 248-696-7 | Verwendung und Inverkehrbringen in Textilien in Kontakt mit der Haut |
| 8                                     | 3-Brombiphenyl | 2113-57-7 | 218-304-9 | Verwendung und Inverkehrbringen in Textilien in Kontakt mit der Haut |
| 9                                     | a.) Panamarindenpulver | 68990-67-0 | 273-620-4 | Verwendung in Scherzartikeln, beispielsweise als in Niespulver und Stinkbomben |
| 9                                     | b.) Pulver aus der Wurzel der grünen Nieswurz | - | - | Verwendung in Scherzartikeln, beispielsweise als in Niespulver und Stinkbomben |
| 9                                     | c.) Pulver aus der Wurzel der weißen Nieswurz | - | - | Verwendung in Scherzartikeln, beispielsweise als in Niespulver und Stinkbomben |
| 9                                     | d.) Benzidin und seine Derivate | - | - | Verwendung in Scherzartikeln, beispielsweise als in Niespulver und Stinkbomben |
| 9                                     | e.) o-Nitrobenzaldehyd | 552-89-6 | 209-025-3 | Verwendung in Scherzartikeln, beispielsweise als in Niespulver und Stinkbomben |
| 9                                     | f.) Holzstaub | - | - | Verwendung in Scherzartikeln, beispielsweise als in Niespulver und Stinkbomben |
| 10                                    | a) Ammoniumsulfid | 12135-76-1 | 235-223-4 | Verwendung in Scherzartikeln, beispielsweise als in Niespulver und Stinkbomben |
| 10                                    | b) Ammoniumhydrogensulfid | 12124-99-1 | 235-184-3 | Verwendung in Scherzartikeln, beispielsweise als in Niespulver und Stinkbomben |
| 10                                    | c) Ammoniumpolysulfid | 9080-17-5 | 232-989-1 | Verwendung in Scherzartikeln, beispielsweise als in Niespulver und Stinkbomben |
| 11                                    | Flüchtige Ester der Bromessigsäure: | Flüchtige Ester der Bromessigsäure: | Flüchtige Ester der Bromessigsäure: | Verwendung und Inverkehrbringen in Scherzartikeln, beispielsweise als in Niespulver und Stinkbomben |
| 11                                    | a) Bromessigsäuremethylester | 96-32-2 | 202-499-2 | Verwendung und Inverkehrbringen in Scherzartikeln, beispielsweise als in Niespulver und Stinkbomben |
| 11                                    | b) Bromessigsäureethylester | 105-36-2 | 203-290-9 | Verwendung und Inverkehrbringen in Scherzartikeln, beispielsweise als in Niespulver und Stinkbomben |
| 11                                    | c) Bromessigsäurepropylester | 35223-80-4 | - | Verwendung und Inverkehrbringen in Scherzartikeln, beispielsweise als in Niespulver und Stinkbomben |
| 11                                    | d) Bromessigsäurebutylester | 18991-98-5 | 242-729-9 | Verwendung und Inverkehrbringen in Scherzartikeln, beispielsweise als in Niespulver und Stinkbomben |
| 12                                    | 2-Naphthylamin und seine Salze | 2-Naphthylamin und seine Salze | 2-Naphthylamin und seine Salze | Verwendung oder Inverkehrbringen als Stoff oder in Gemischen mit > 0,1 Gew.-%. Zudem sind gemäß Anhang III der Richtlinie 98/24/EG die Herstellung, Verarbeitung und ihre Verwendung bei der Arbeit verboten. |
| 12                                    | 2-Naphthylamin | 91-59-8 | 202-080-4 | Verwendung oder Inverkehrbringen als Stoff oder in Gemischen mit > 0,1 Gew.-%. Zudem sind gemäß Anhang III der Richtlinie 98/24/EG die Herstellung, Verarbeitung und ihre Verwendung bei der Arbeit verboten. |
| 12                                    | 2-Naphthylamin-Salze | | | Verwendung oder Inverkehrbringen als Stoff oder in Gemischen mit > 0,1 Gew.-%. Zudem sind gemäß Anhang III der Richtlinie 98/24/EG die Herstellung, Verarbeitung und ihre Verwendung bei der Arbeit verboten. |
| 12                                    | 2-Naphthylamin-Hydrochlorid | 612-52-2 | 210-313-6 | Verwendung oder Inverkehrbringen als Stoff oder in Gemischen mit > 0,1 Gew.-%. Zudem sind gemäß Anhang III der Richtlinie 98/24/EG die Herstellung, Verarbeitung und ihre Verwendung bei der Arbeit verboten. |
| 12                                    | 2-Naphthylaminacetat | 553-00-4 | 210-313-6 | Verwendung oder Inverkehrbringen als Stoff oder in Gemischen mit > 0,1 Gew.-%. Zudem sind gemäß Anhang III der Richtlinie 98/24/EG die Herstellung, Verarbeitung und ihre Verwendung bei der Arbeit verboten. |
| 13                                    | Benzidin und seine Salze | Benzidin und seine Salze | Benzidin und seine Salze | Verwendung oder Inverkehrbringen als Stoff oder in Gemischen mit > 0,1 Gew.-%. Zudem sind gemäß Anhang III der Richtlinie 98/24/EG die Herstellung, Verarbeitung und ihre Verwendung bei der Arbeit verboten. |
| 13                                    | Benzidin | 92-87-5 | 202-199-1 | Verwendung oder Inverkehrbringen als Stoff oder in Gemischen mit > 0,1 Gew.-%. Zudem sind gemäß Anhang III der Richtlinie 98/24/EG die Herstellung, Verarbeitung und ihre Verwendung bei der Arbeit verboten. |
| 13                                    | Benzidin-Salze | | | Verwendung oder Inverkehrbringen als Stoff oder in Gemischen mit > 0,1 Gew.-%. Zudem sind gemäß Anhang III der Richtlinie 98/24/EG die Herstellung, Verarbeitung und ihre Verwendung bei der Arbeit verboten. |
| 14                                    | 4-Nitrobiphenyl | 92-93-3 | 202-204-7 | Verwendung oder Inverkehrbringen als Stoff oder in Gemischen mit > 0,1 Gew.-%. Zudem sind gemäß Anhang III der Richtlinie 98/24/EG die Herstellung, Verarbeitung und ihre Verwendung bei der Arbeit verboten. |
| 15                                    | 4-Aminobiphenyl (Xenylamin) und seine Salze | 4-Aminobiphenyl (Xenylamin) und seine Salze | 4-Aminobiphenyl (Xenylamin) und seine Salze | Verwendung oder Inverkehrbringen als Stoff oder in Gemischen mit > 0,1 Gew.-%. Zudem sind gemäß Anhang III der Richtlinie 98/24/EG die Herstellung, Verarbeitung und ihre Verwendung bei der Arbeit verboten. |
| 15                                    | 4-Aminobiphenyl | 92-67-1 | 202-177-1 | Verwendung oder Inverkehrbringen als Stoff oder in Gemischen mit > 0,1 Gew.-%. Zudem sind gemäß Anhang III der Richtlinie 98/24/EG die Herstellung, Verarbeitung und ihre Verwendung bei der Arbeit verboten. |
| 16                                    | Bleicarbonate: | Bleicarbonate: | Bleicarbonate: | Verwendung und Inverkehrbringen in Farben. |
| 16                                    | a) Bleicarbonat PbCO3 | 598-63-0 | 209-943-4 | Verwendung und Inverkehrbringen in Farben. |
| 16                                    | b) Bleiweiß 2PbCO3-Pb(OH)2 | 1319-46-6 | 215-290-6 | Verwendung und Inverkehrbringen in Farben. |
| 17                                    | Bleisulfate: | Bleisulfate: | Bleisulfate: | Verwendung und Inverkehrbringen in Farben. |
| 17                                    | a) Bleisulfat PbSO4 | 7446-14-2 | 231-198-9 | Verwendung und Inverkehrbringen in Farben. |
| 17                                    | b) Bleisulfate PbxSO4 | 15739-80-7 | 239-831-0 | Verwendung und Inverkehrbringen in Farben. |
| 18                                    | Quecksilberverbindungen | Quecksilberverbindungen | Quecksilberverbindungen | Verwendung und Inverkehrbringen gegen Mikroorganismen, Pflanzen oder Tiere, als Holzschutz, zur Imprägnierung, zur Wasseraufbereitung. |
| 18a                                   | Quecksilber | 7439-97-6 | 231-106-7 | Inverkehrbringen in Fieberthermometern und Messinstrumenten. |
| 19                                    | Arsenverbindungen | Arsenverbindungen | Arsenverbindungen | Verwendung und Inverkehrbringen gegen Mikroorganismen, Pflanzen oder Tiere, als Holzschutz, zur Wasseraufbereitung. |
| 20                                    | Zinnorganische Verbindungen | Zinnorganische Verbindungen | Zinnorganische Verbindungen | Verwendung und Inverkehrbringen als Biozide, zur Wasseraufbereitung, in verschiedenen Produkten und Erzeugnissen, wie PVC, Farben oder Textilien. |
| 21                                    | Di-μ-oxo-di-n-butylstanniohydroxyboran, Dibutylzinnhydrogenborat (DBB) | 75113-37-0 | 401-040-5 | Inverkehrbringen oder Verwendung als Stoff oder in Gemischen mit ≥ 0,1 Gew.-%. |
| 22                                    | entfällt (ursprünglich Pentachlorphenol und seine Salze und Ester) | entfällt (ursprünglich Pentachlorphenol und seine Salze und Ester) | entfällt (ursprünglich Pentachlorphenol und seine Salze und Ester) | entfällt (ursprünglich Pentachlorphenol und seine Salze und Ester) |
| 23                                    | Cadmium und seine Verbindungen | Cadmium und seine Verbindungen | Cadmium und seine Verbindungen | Verwendung in Kunststoffen, wie PVC, PUR, LDPE oder Celluloseacetat, Anstrichfarben oder Lacken und Inverkehrbringen mit einem Gehalt ≥ 0,01 Gew.-%. Verwendung und Inverkehrbringen in Hartloten, Metallperlen oder Schmuck mit einem Gehalt ≥ 0,01 Gew.-%. |
| 23                                    | Cadmium | 7440-43-9 | 231-152-8 | Verwendung in Kunststoffen, wie PVC, PUR, LDPE oder Celluloseacetat, Anstrichfarben oder Lacken und Inverkehrbringen mit einem Gehalt ≥ 0,01 Gew.-%. Verwendung und Inverkehrbringen in Hartloten, Metallperlen oder Schmuck mit einem Gehalt ≥ 0,01 Gew.-%. |
| 23                                    | Cadmiumverbindungen | | | Verwendung in Kunststoffen, wie PVC, PUR, LDPE oder Celluloseacetat, Anstrichfarben oder Lacken und Inverkehrbringen mit einem Gehalt ≥ 0,01 Gew.-%. Verwendung und Inverkehrbringen in Hartloten, Metallperlen oder Schmuck mit einem Gehalt ≥ 0,01 Gew.-%. |
| 24                                    | Monomethyl-tetrachlordiphenylmethan (Handelsname Ugilec 141) | 76253-60-6 | - | Verwendung und Inverkehrbringen als Stoff, in Gemischen oder Erzeugnissen. |
| 25                                    | Monomethyl-dichlordiphenylmethan (Handelsname Ugilec 121) | - | - | Verwendung und Inverkehrbringen als Stoff, in Gemischen oder Erzeugnissen. |
| 26                                    | Monomethyl-dibromdiphenylmethan, Brombenzylbromtoluol, Isomerengemisch (DBBT) | 99688-47-8 | - | Verwendung und Inverkehrbringen als Stoff, in Gemischen oder Erzeugnissen. |
| 27                                    | Nickel und seine Verbindungen | Nickel und seine Verbindungen | Nickel und seine Verbindungen | Verwendung und Inverkehrbringen in Erzeugnissen mit direktem Hautkontakt unter bestimmten Bedingungen. |
| 27                                    | Nickel | 7440-02-0 | 231-111-4 | Verwendung und Inverkehrbringen in Erzeugnissen mit direktem Hautkontakt unter bestimmten Bedingungen. |
| 27                                    | Nickelverbindungen | | | Verwendung und Inverkehrbringen in Erzeugnissen mit direktem Hautkontakt unter bestimmten Bedingungen. |
| 28                                    | Stoffe, die im Anhang VI Teil 3 der Verordnung (EG) Nr. 1272/2008 (CLP) als karzinogen, Kategorie 1A oder 1B eingestuft und im Anhang XVII Anlage 1 oder 2 (der REACH-Verordnung) aufgeführt sind. | Stoffe, die im Anhang VI Teil 3 der Verordnung (EG) Nr. 1272/2008 (CLP) als karzinogen, Kategorie 1A oder 1B eingestuft und im Anhang XVII Anlage 1 oder 2 (der REACH-Verordnung) aufgeführt sind. | Stoffe, die im Anhang VI Teil 3 der Verordnung (EG) Nr. 1272/2008 (CLP) als karzinogen, Kategorie 1A oder 1B eingestuft und im Anhang XVII Anlage 1 oder 2 (der REACH-Verordnung) aufgeführt sind. | Verwendung und Inverkehrbringen als Stoff, Bestandteile anderer Stoffe oder in Gemischen die zum Verkauf an die breite Öffentlichkeit bestimmt sind, wenn die bestimmte Einzelkonzentration überschritten werden. Kennzeichnung Nur für gewerbliche Anwender. |
| 29                                    | Stoffe, die im Anhang VI Teil 3 der Verordnung (EG) Nr. 1272/2008 (CLP) als mutagen, der Kategorie 1A oder 1B eingestuft und im Anhang XVII Anlage 3 oder 4 (der REACH-Verordnung) aufgeführt sind. | Stoffe, die im Anhang VI Teil 3 der Verordnung (EG) Nr. 1272/2008 (CLP) als mutagen, der Kategorie 1A oder 1B eingestuft und im Anhang XVII Anlage 3 oder 4 (der REACH-Verordnung) aufgeführt sind. | Stoffe, die im Anhang VI Teil 3 der Verordnung (EG) Nr. 1272/2008 (CLP) als mutagen, der Kategorie 1A oder 1B eingestuft und im Anhang XVII Anlage 3 oder 4 (der REACH-Verordnung) aufgeführt sind. | Verwendung und Inverkehrbringen als Stoff, Bestandteile anderer Stoffe oder in Gemischen die zum Verkauf an die breite Öffentlichkeit bestimmt sind, wenn die bestimmte Einzelkonzentration überschritten werden. Kennzeichnung Nur für gewerbliche Anwender. |
| 30                                    | Stoffe, die im Anhang VI Teil 3 der Verordnung (EG) Nr. 1272/2008 (CLP) als fortpflanzungsgefährdend, Kategorie 1A oder 1B eingestuft und im Anhang XVII Anlage 5 oder 6 (der REACH-Verordnung) aufgeführt sind. | Stoffe, die im Anhang VI Teil 3 der Verordnung (EG) Nr. 1272/2008 (CLP) als fortpflanzungsgefährdend, Kategorie 1A oder 1B eingestuft und im Anhang XVII Anlage 5 oder 6 (der REACH-Verordnung) aufgeführt sind. | Stoffe, die im Anhang VI Teil 3 der Verordnung (EG) Nr. 1272/2008 (CLP) als fortpflanzungsgefährdend, Kategorie 1A oder 1B eingestuft und im Anhang XVII Anlage 5 oder 6 (der REACH-Verordnung) aufgeführt sind. | Verwendung und Inverkehrbringen als Stoff, Bestandteile anderer Stoffe oder in Gemischen die zum Verkauf an die breite Öffentlichkeit bestimmt sind, wenn die bestimmte Einzelkonzentration überschritten werden. Kennzeichnung Nur für gewerbliche Anwender. |
| 31                                    | Kreosote und entsprechende Verbindungen (Teeröle gewonnen aus Kohle und/oder Holz durch Destillation oder andere Prozesse) | Kreosote und entsprechende Verbindungen (Teeröle gewonnen aus Kohle und/oder Holz durch Destillation oder andere Prozesse) | Kreosote und entsprechende Verbindungen (Teeröle gewonnen aus Kohle und/oder Holz durch Destillation oder andere Prozesse) | Verwendung und Inverkehrbringen als Stoff, Bestandteile anderer Stoffe oder in Gemischen zur Holzbehandlung. Kennzeichnung: „Verwendung nur in Industrieanlagen und zu gewerblichen Zwecken“. |
| 31                                    | a) Kreosot Waschöl | 8001-58-9 | 232-287-5 | Verwendung und Inverkehrbringen als Stoff, Bestandteile anderer Stoffe oder in Gemischen zur Holzbehandlung. Kennzeichnung: „Verwendung nur in Industrieanlagen und zu gewerblichen Zwecken“. |
| 31                                    | b) Kreosotöl, Waschöl | 61789-28-4 | 263-047-8 | Verwendung und Inverkehrbringen als Stoff, Bestandteile anderer Stoffe oder in Gemischen zur Holzbehandlung. Kennzeichnung: „Verwendung nur in Industrieanlagen und zu gewerblichen Zwecken“. |
| 31                                    | c) Destillate (Kohlenteer), Naphthalinöle; Naphtalinöl | 84650-04-4 | 283-484-8 | Verwendung und Inverkehrbringen als Stoff, Bestandteile anderer Stoffe oder in Gemischen zur Holzbehandlung. Kennzeichnung: „Verwendung nur in Industrieanlagen und zu gewerblichen Zwecken“. |
| 31                                    | d) Kreosotöl, Acenaphthen-Fraktion; Waschöl | 90640-84-9 | 292-605-3 | Verwendung und Inverkehrbringen als Stoff, Bestandteile anderer Stoffe oder in Gemischen zur Holzbehandlung. Kennzeichnung: „Verwendung nur in Industrieanlagen und zu gewerblichen Zwecken“. |
| 31                                    | e) höher siedende Destillate (Kohlenteer); schweres Anthracenöl | 65996-91-0 | 266-026-1 | Verwendung und Inverkehrbringen als Stoff, Bestandteile anderer Stoffe oder in Gemischen zur Holzbehandlung. Kennzeichnung: „Verwendung nur in Industrieanlagen und zu gewerblichen Zwecken“. |
| 31                                    | f) Anthracenöl | 90640-80-5 | 292-602-7 | Verwendung und Inverkehrbringen als Stoff, Bestandteile anderer Stoffe oder in Gemischen zur Holzbehandlung. Kennzeichnung: „Verwendung nur in Industrieanlagen und zu gewerblichen Zwecken“. |
| 31                                    | g) Teersäuren, Kohle, Rohöl; Rohphenole | 65996-85-2 | 266-019-3 | Verwendung und Inverkehrbringen als Stoff, Bestandteile anderer Stoffe oder in Gemischen zur Holzbehandlung. Kennzeichnung: „Verwendung nur in Industrieanlagen und zu gewerblichen Zwecken“. |
| 31                                    | h) Kreosot, Holz | 8021-39-4 | 232-419-1 | Verwendung und Inverkehrbringen als Stoff, Bestandteile anderer Stoffe oder in Gemischen zur Holzbehandlung. Kennzeichnung: „Verwendung nur in Industrieanlagen und zu gewerblichen Zwecken“. |
| 31                                    | i) Niedrigtemperatur-Kohleteeralkalin, Extraktrückstände (Kohle) | 122384-78-5 | 310-191-5 | Verwendung und Inverkehrbringen als Stoff, Bestandteile anderer Stoffe oder in Gemischen zur Holzbehandlung. Kennzeichnung: „Verwendung nur in Industrieanlagen und zu gewerblichen Zwecken“. |
| 32                                    | Chloroform | 67-66-3 | 200-663-8 | Verwendung und Inverkehrbringen für die breite Öffentlichkeit als Stoff, Bestandteile anderer Stoffe oder in Gemischen mit ≥ 0,1 Gew.-%. Kennzeichnung „Nur zur Verwendung in Industrieanlagen“. |
| 33                                    | entfällt (ursprünglich Tetrachlormethan) | entfällt (ursprünglich Tetrachlormethan) | entfällt (ursprünglich Tetrachlormethan) | entfällt (ursprünglich Tetrachlormethan) |
| 34                                    | 1,1,2-Trichlorethan | 79-00-5 | 201-166-9 | Verwendung und Inverkehrbringen für die breite Öffentlichkeit als Stoff, Bestandteile anderer Stoffe oder in Gemischen mit ≥ 0,1 Gew.-%. Kennzeichnung „Nur zur Verwendung in Industrieanlagen“. |
| 35                                    | 1,1,2,2-Tetrachlorethan | 79-34-5 | 201-197-8 | Verwendung und Inverkehrbringen für die breite Öffentlichkeit als Stoff, Bestandteile anderer Stoffe oder in Gemischen mit ≥ 0,1 Gew.-%. Kennzeichnung „Nur zur Verwendung in Industrieanlagen“. |
| 36                                    | 1,1,1,2-Tetrachlorethan | 630-20-6 | | Verwendung und Inverkehrbringen für die breite Öffentlichkeit als Stoff, Bestandteile anderer Stoffe oder in Gemischen mit ≥ 0,1 Gew.-%. Kennzeichnung „Nur zur Verwendung in Industrieanlagen“. |
| 37                                    | Pentachlorethan | 76-01-7 | 200-925-1 | Verwendung und Inverkehrbringen für die breite Öffentlichkeit als Stoff, Bestandteile anderer Stoffe oder in Gemischen mit ≥ 0,1 Gew.-%. Kennzeichnung „Nur zur Verwendung in Industrieanlagen“. |
| 38                                    | 1,1-Dichlorethen | 75-35-4 | 200-864-0 | Verwendung und Inverkehrbringen für die breite Öffentlichkeit als Stoff, Bestandteile anderer Stoffe oder in Gemischen mit ≥ 0,1 Gew.-%. Kennzeichnung „Nur zur Verwendung in Industrieanlagen“. |
| 39                                    | entfällt (ursprünglich 1,1,1-Trichlorethan) | entfällt (ursprünglich 1,1,1-Trichlorethan) | entfällt (ursprünglich 1,1,1-Trichlorethan) | entfällt (ursprünglich 1,1,1-Trichlorethan) |
| 40                                    | entzündbare Gase (Kategorie 1, 2), entzündbare Flüssigkeiten (Kategorien 1, 2, 3), entzündbare Feststoffe (Kategorie 1, 2), Stoffe/Gemische, die mit Wasser entzündbare Gase entwickeln (Kategorien 1, 2, 3), pyrophore Flüssigkeiten (Kategorie 1), pyrophore Feststoffe (Kategorie 1) und zwar unabhängig davon ob sie in der Verordnung (EG) Nr. 1272/2008 Anhang VI, Teil 3 aufgeführt sind.     | entzündbare Gase (Kategorie 1, 2), entzündbare Flüssigkeiten (Kategorien 1, 2, 3), entzündbare Feststoffe (Kategorie 1, 2), Stoffe/Gemische, die mit Wasser entzündbare Gase entwickeln (Kategorien 1, 2, 3), pyrophore Flüssigkeiten (Kategorie 1), pyrophore Feststoffe (Kategorie 1) und zwar unabhängig davon ob sie in der Verordnung (EG) Nr. 1272/2008 Anhang VI, Teil 3 aufgeführt sind.     | entzündbare Gase (Kategorie 1, 2), entzündbare Flüssigkeiten (Kategorien 1, 2, 3), entzündbare Feststoffe (Kategorie 1, 2), Stoffe/Gemische, die mit Wasser entzündbare Gase entwickeln (Kategorien 1, 2, 3), pyrophore Flüssigkeiten (Kategorie 1), pyrophore Feststoffe (Kategorie 1) und zwar unabhängig davon ob sie in der Verordnung (EG) Nr. 1272/2008 Anhang VI, Teil 3 aufgeführt sind.     | Verwendung als Stoff oder in Gemischen für Aerosolpackungen für Unterhaltungs- und Dekorationszwecke. Kennzeichnung Nur für gewerbliche Anwender. |
| 41                                    | Hexachlorethan | 67-72-1 | 200-666-4 | Verwendung oder Inverkehrbringen als Stoff oder in Gemischen zur Herstellung oder Verarbeitung von Nichteisenmetallen. |
| 42                                    | entfällt (ursprünglich Chloralkane C10-C13, kurzkettige Chlorparaffine, SCCP) | entfällt (ursprünglich Chloralkane C10-C13, kurzkettige Chlorparaffine, SCCP) | entfällt (ursprünglich Chloralkane C10-C13, kurzkettige Chlorparaffine, SCCP) | entfällt (ursprünglich Chloralkane C10-C13, kurzkettige Chlorparaffine, SCCP) |
| 43                                    | Azofarbstoffe, wenn diese durch reduktive Spaltung ein in Anhang XVII, Anlage 8 aufgeführten aromatischen Amine freisetzen können | Azofarbstoffe, wenn diese durch reduktive Spaltung ein in Anhang XVII, Anlage 8 aufgeführten aromatischen Amine freisetzen können | Azofarbstoffe, wenn diese durch reduktive Spaltung ein in Anhang XVII, Anlage 8 aufgeführten aromatischen Amine freisetzen können | Verwendung und Inverkehrbringen zum Färben von Textil- oder Ledererzeugnissen, die längere Zeit mit der menschlichen Haut oder der Mundhöhle direkt in Berührung kommen können. |
| 43                                    | Mixtur aus den Bestandteilen C39H23ClCrN7O12S.2Na und C46H30CrN10O20S2.3Na (Anhang XVII, Anlage 9) | 118685-33-9 | 405-665-4 | Verwendung und Inverkehrbringen zum Färben von Textil- oder Ledererzeugnissen, die längere Zeit mit der menschlichen Haut oder der Mundhöhle direkt in Berührung kommen können. |
| 43                                    | o-Aminoazotoluol | 97-56-3 | 202-591-2 | Verwendung und Inverkehrbringen zum Färben von Textil- oder Ledererzeugnissen, die längere Zeit mit der menschlichen Haut oder der Mundhöhle direkt in Berührung kommen können. |
| 44                                    | entfällt (ursprünglich Pentabromdiphenylether C12H5Br5O) | entfällt (ursprünglich Pentabromdiphenylether C12H5Br5O) | entfällt (ursprünglich Pentabromdiphenylether C12H5Br5O) | entfällt (ursprünglich Pentabromdiphenylether C12H5Br5O) |
| 45                                    | Octabromdiphenylether-Derivate | Octabromdiphenylether-Derivate | Octabromdiphenylether-Derivate | Verwendung und Inverkehrbringen als Stoff, Bestandteile anderer Stoffe oder in Gemischen mit ≥ 0,1 Gew.-%. |
| 45                                    | Octabromdiphenylether-Derivate | 32536-52-0 | 251-087-9 | Verwendung und Inverkehrbringen als Stoff, Bestandteile anderer Stoffe oder in Gemischen mit ≥ 0,1 Gew.-%. |
| 46                                    | a.) Nonylphenol | 25154-52-3 | 246-672-0 | Verwendung und Inverkehrbringen als Stoff, Bestandteile anderer Stoffe oder in Gemischen mit ≥ 0,1 Gew.-% für industrielle und gewerbliche Reinigung, Haushaltsreinigung, Textil- und Lederverarbeitung, Emulgator in Melkfett, Herstellung von Zellstoff, kosmetische und Körperpflege-Mittel, Hilfsstoff in Pestiziden. |
| 46                                    | b.) Nonylphenolethoxylate (C2H4O)nC15H24O | - | - | Verwendung und Inverkehrbringen als Stoff, Bestandteile anderer Stoffe oder in Gemischen mit ≥ 0,1 Gew.-% für industrielle und gewerbliche Reinigung, Haushaltsreinigung, Textil- und Lederverarbeitung, Emulgator in Melkfett, Herstellung von Zellstoff, kosmetische und Körperpflege-Mittel, Hilfsstoff in Pestiziden. |
| 46a                                   | Nonylphenolethoxylate (C2H4O)nC15H24O | Nonylphenolethoxylate (C2H4O)nC15H24O | Nonylphenolethoxylate (C2H4O)nC15H24O | Verwendung in Textilerzeugnissen ≥ 0,01 Gew.-% |
| Nonylphenol, ethoxyliert              | 9016-45-9 | 500-024-6 | | |
| 4-Nonylphenol, ethoxyliert            | 26027-38-3 | 500-045-0 | | |
| Isononylphenol, ethoxyliert           | 37205-87-1 | - | | |
| 4-Nonylphenol, verzweigt, ethoxyliert | 127087-87-0 | 500-315-8 | | |
| Nonylphenol, verzweigt, ethoxyliert   | 68412-54-4 | 500-209-1 | | |
| 47                                    | Chrom(VI)-Verbindungen | Chrom(VI)-Verbindungen | Chrom(VI)-Verbindungen | Inverkehrbringen von Zement und Zementerzeugnissen mit Chrom(VI)-Gehalt > 2 mg/kg. Inverkehrbringen von Ledererzeugnissen oder solche, die Leder enthalten, die mit der Haut in Kontakt kommen, mit Chrom(VI)-Gehalt ≥ 3 mg/kg. |
| 48                                    | Toluol | 108-88-3 | 203-625-9 | Verwendung und Inverkehrbringen als Stoff oder in Gemischen in Konzentrationen von ≥ 0,1 Gew.-% in Klebstoffen und Farbsprühdosen für die Abgabe an die breite Öffentlichkeit. |
| 49                                    | Trichlorbenzol | 120-82-1 | 204-428-0 | Verwendung und Inverkehrbringen als Stoff oder in Gemischen in einer Konzentration von ≥ 0,1 Gew.-% |
| 50                                    | Polycyclische aromatische Kohlenwasserstoffe | Polycyclische aromatische Kohlenwasserstoffe | Polycyclische aromatische Kohlenwasserstoffe | Ab 1. Januar 2010: Verwendung und Inverkehrbringen für die Herstellung von Reifen oder Reifenbestandteilen > 1 bzw. 10 mg/kg und Erzeugnissen für die allgemeine Öffentlichkeit aus Kunststoffen oder Gummi im Kontakt mit der Haut > 1 mg/kg, Spielzeuge > 0,5 mg/kg. Ab 10. August 2022: Granulate oder Mulche zur Verwendung als Füllmaterial auf Kunstrasenplätzen oder in loser Form auf Spielplätzen oder im Sportbereich > 20 mg/kg |
| 50                                    | a) Benzo[a]pyren (BaP) | 50-32-8 | - | Ab 1. Januar 2010: Verwendung und Inverkehrbringen für die Herstellung von Reifen oder Reifenbestandteilen > 1 bzw. 10 mg/kg und Erzeugnissen für die allgemeine Öffentlichkeit aus Kunststoffen oder Gummi im Kontakt mit der Haut > 1 mg/kg, Spielzeuge > 0,5 mg/kg. Ab 10. August 2022: Granulate oder Mulche zur Verwendung als Füllmaterial auf Kunstrasenplätzen oder in loser Form auf Spielplätzen oder im Sportbereich > 20 mg/kg |
| 50                                    | b) Benzo[e]pyren (BeP) | 192-97-2 | - | Ab 1. Januar 2010: Verwendung und Inverkehrbringen für die Herstellung von Reifen oder Reifenbestandteilen > 1 bzw. 10 mg/kg und Erzeugnissen für die allgemeine Öffentlichkeit aus Kunststoffen oder Gummi im Kontakt mit der Haut > 1 mg/kg, Spielzeuge > 0,5 mg/kg. Ab 10. August 2022: Granulate oder Mulche zur Verwendung als Füllmaterial auf Kunstrasenplätzen oder in loser Form auf Spielplätzen oder im Sportbereich > 20 mg/kg |
| 50                                    | c) Benzo[a]anthracen (BaA) | 56-55-3 | - | Ab 1. Januar 2010: Verwendung und Inverkehrbringen für die Herstellung von Reifen oder Reifenbestandteilen > 1 bzw. 10 mg/kg und Erzeugnissen für die allgemeine Öffentlichkeit aus Kunststoffen oder Gummi im Kontakt mit der Haut > 1 mg/kg, Spielzeuge > 0,5 mg/kg. Ab 10. August 2022: Granulate oder Mulche zur Verwendung als Füllmaterial auf Kunstrasenplätzen oder in loser Form auf Spielplätzen oder im Sportbereich > 20 mg/kg |
| 50                                    | d) Chrysen (CHR) | 218-01-9 | - | Ab 1. Januar 2010: Verwendung und Inverkehrbringen für die Herstellung von Reifen oder Reifenbestandteilen > 1 bzw. 10 mg/kg und Erzeugnissen für die allgemeine Öffentlichkeit aus Kunststoffen oder Gummi im Kontakt mit der Haut > 1 mg/kg, Spielzeuge > 0,5 mg/kg. Ab 10. August 2022: Granulate oder Mulche zur Verwendung als Füllmaterial auf Kunstrasenplätzen oder in loser Form auf Spielplätzen oder im Sportbereich > 20 mg/kg |
| 50                                    | e) Benzo[b]fluoranthen (BbFA) | 205-99-2 | - | Ab 1. Januar 2010: Verwendung und Inverkehrbringen für die Herstellung von Reifen oder Reifenbestandteilen > 1 bzw. 10 mg/kg und Erzeugnissen für die allgemeine Öffentlichkeit aus Kunststoffen oder Gummi im Kontakt mit der Haut > 1 mg/kg, Spielzeuge > 0,5 mg/kg. Ab 10. August 2022: Granulate oder Mulche zur Verwendung als Füllmaterial auf Kunstrasenplätzen oder in loser Form auf Spielplätzen oder im Sportbereich > 20 mg/kg |
| 50                                    | f) Benzo[j]fluoranthen (BjFA) | 205-82-3 | - | Ab 1. Januar 2010: Verwendung und Inverkehrbringen für die Herstellung von Reifen oder Reifenbestandteilen > 1 bzw. 10 mg/kg und Erzeugnissen für die allgemeine Öffentlichkeit aus Kunststoffen oder Gummi im Kontakt mit der Haut > 1 mg/kg, Spielzeuge > 0,5 mg/kg. Ab 10. August 2022: Granulate oder Mulche zur Verwendung als Füllmaterial auf Kunstrasenplätzen oder in loser Form auf Spielplätzen oder im Sportbereich > 20 mg/kg |
| 50                                    | g) Benzo[k]fluoranthen (BkFA) | 207-08-9 | - | Ab 1. Januar 2010: Verwendung und Inverkehrbringen für die Herstellung von Reifen oder Reifenbestandteilen > 1 bzw. 10 mg/kg und Erzeugnissen für die allgemeine Öffentlichkeit aus Kunststoffen oder Gummi im Kontakt mit der Haut > 1 mg/kg, Spielzeuge > 0,5 mg/kg. Ab 10. August 2022: Granulate oder Mulche zur Verwendung als Füllmaterial auf Kunstrasenplätzen oder in loser Form auf Spielplätzen oder im Sportbereich > 20 mg/kg |
| 50                                    | h) Dibenzo[a,h]anthracen (DBAhA) | 53-70-3 | - | Ab 1. Januar 2010: Verwendung und Inverkehrbringen für die Herstellung von Reifen oder Reifenbestandteilen > 1 bzw. 10 mg/kg und Erzeugnissen für die allgemeine Öffentlichkeit aus Kunststoffen oder Gummi im Kontakt mit der Haut > 1 mg/kg, Spielzeuge > 0,5 mg/kg. Ab 10. August 2022: Granulate oder Mulche zur Verwendung als Füllmaterial auf Kunstrasenplätzen oder in loser Form auf Spielplätzen oder im Sportbereich > 20 mg/kg |
| 51                                    | Diisobutylphthalat (DIBP), Dibutylphthalat (DBP), Benzylbutylphthalat (BBP) und Bis(2-ethylhexyl)phthalat (DEHP) | Diisobutylphthalat (DIBP), Dibutylphthalat (DBP), Benzylbutylphthalat (BBP) und Bis(2-ethylhexyl)phthalat (DEHP) | Diisobutylphthalat (DIBP), Dibutylphthalat (DBP), Benzylbutylphthalat (BBP) und Bis(2-ethylhexyl)phthalat (DEHP) | Nach 7. Juli 2020: Verwendung als Stoffe oder in Gemischen einzeln oder in einer Kombination wenn die Konzentration in Erzeugnissen ≥ 0,1 Gew.-% entspricht. |
| 51                                    | Bis(2-ethylhexyl)phthalat (DEHP) | 117-81-7 | 204-211-0 | Nach 7. Juli 2020: Verwendung als Stoffe oder in Gemischen einzeln oder in einer Kombination wenn die Konzentration in Erzeugnissen ≥ 0,1 Gew.-% entspricht. |
| 51                                    | Dibutylphthalat (DBP) | 84-74-2 | 201-557-4 | Nach 7. Juli 2020: Verwendung als Stoffe oder in Gemischen einzeln oder in einer Kombination wenn die Konzentration in Erzeugnissen ≥ 0,1 Gew.-% entspricht. |
| 51                                    | Benzylbutylphthalat (BBP) | 85-68-7 | 201-622-7 | Nach 7. Juli 2020: Verwendung als Stoffe oder in Gemischen einzeln oder in einer Kombination wenn die Konzentration in Erzeugnissen ≥ 0,1 Gew.-% entspricht. |
| 51                                    | Diisobutylphthalat (DIBP) | 84-69-5 | 201-553-2 | Nach 7. Juli 2020: Verwendung als Stoffe oder in Gemischen einzeln oder in einer Kombination wenn die Konzentration in Erzeugnissen ≥ 0,1 Gew.-% entspricht. |
| 52                                    | Folgende Phthalate | Folgende Phthalate | Folgende Phthalate | Verwendung oder Inverkehrbringen als Stoffe oder in Gemischen in Konzentrationen von > 0,1 Gew.-% in Spielzeug und Babyartikeln die von Kindern in den Mund genommen werden können. |
| 52                                    | 1,2-Benzoldicarbonsäure, di-C8-10 verzweigte Alkylester, C9-reich | 68515-48-0 | 271-090-9 | Verwendung oder Inverkehrbringen als Stoffe oder in Gemischen in Konzentrationen von > 0,1 Gew.-% in Spielzeug und Babyartikeln die von Kindern in den Mund genommen werden können. |
| 52                                    | Diisononylphthalat (DINP) | 28553-12-0 | 249-079-5 | Verwendung oder Inverkehrbringen als Stoffe oder in Gemischen in Konzentrationen von > 0,1 Gew.-% in Spielzeug und Babyartikeln die von Kindern in den Mund genommen werden können. |
| 52                                    | 1,2-Benzoldicarbonsäure, di-C9-11 verzweigte Alkylester, C10-reich | 68515-49-1 | 271-091-4 | Verwendung oder Inverkehrbringen als Stoffe oder in Gemischen in Konzentrationen von > 0,1 Gew.-% in Spielzeug und Babyartikeln die von Kindern in den Mund genommen werden können. |
| 52                                    | Diisodecylphthalat (DIDP) | 26761-40-0 | 247-977-1 | Verwendung oder Inverkehrbringen als Stoffe oder in Gemischen in Konzentrationen von > 0,1 Gew.-% in Spielzeug und Babyartikeln die von Kindern in den Mund genommen werden können. |
| 52                                    | Di-n-octylphthalat (DNOP) | 117-84-0 | 204-214-7 | Verwendung oder Inverkehrbringen als Stoffe oder in Gemischen in Konzentrationen von > 0,1 Gew.-% in Spielzeug und Babyartikeln die von Kindern in den Mund genommen werden können. |
| 53                                    | entfällt (ursprünglich Perfluoroctansulfonate (PFOS) C8F17SO2X, mit X =OH, Metallsalze, Halogenide, Amide und andere Derivate einschließlich Polymere) | entfällt (ursprünglich Perfluoroctansulfonate (PFOS) C8F17SO2X, mit X =OH, Metallsalze, Halogenide, Amide und andere Derivate einschließlich Polymere) | entfällt (ursprünglich Perfluoroctansulfonate (PFOS) C8F17SO2X, mit X =OH, Metallsalze, Halogenide, Amide und andere Derivate einschließlich Polymere) | entfällt (ursprünglich Perfluoroctansulfonate (PFOS) C8F17SO2X, mit X =OH, Metallsalze, Halogenide, Amide und andere Derivate einschließlich Polymere) |
| 54                                    | Diethylenglycolmonomethylether (DEGME) | 111-77-3 | 203-906-6 | Nach 1. Juni 2010: Inverkehrbringen in Farben, Abbeizmitteln, Reinigungsmitteln, selbstglänzenden Emulsionen oder Fußbodenversiegelungsmitteln für die breite Öffentlichkeit in einer Konzentration von ≥ 0,1 Gew.-%. |
| 55                                    | Butyldiglycol (DEGBE) | 112-34-5 | 203-961-6 | Nach 27. Dezember 2010: Inverkehrbringen an die breite Öffentlichkeit in Spritzfarben oder Reinigungssprays in Aerosolpackungen in einer Konzentration von ≥ 3 Gew.-%. Spezielle Kennzeichnungspflicht. |
| 56                                    | Methylendiphenyldiisocyanat (MDI) einschließlich der spezifizierten Isomere: | 26447-40-5 | 247-714-0 | Nach 27. Dezember 2010: Inverkehrbringen an die breite Öffentlichkeit in Gemischen, die diesen Stoff in einer Konzentration von ≥ 0,1 Gew.-% unter bestimmten Bedingungen (Schutzhandschuhe, Kennzeichnungspflicht). |
| 56                                    | a) 4,4′-Methylendiphenyldiisocyanat | 101-68-8 | 202-966-0 | Nach 27. Dezember 2010: Inverkehrbringen an die breite Öffentlichkeit in Gemischen, die diesen Stoff in einer Konzentration von ≥ 0,1 Gew.-% unter bestimmten Bedingungen (Schutzhandschuhe, Kennzeichnungspflicht). |
| 56                                    | b) 2,4′-Methylendiphenyldiisocyanat | 5873-54-1 | 227-534-9 | Nach 27. Dezember 2010: Inverkehrbringen an die breite Öffentlichkeit in Gemischen, die diesen Stoff in einer Konzentration von ≥ 0,1 Gew.-% unter bestimmten Bedingungen (Schutzhandschuhe, Kennzeichnungspflicht). |
| 56                                    | c) 2,2′-Methylendiphenyldiisocyanat | 2536-05-2 | 19-799-4 | Nach 27. Dezember 2010: Inverkehrbringen an die breite Öffentlichkeit in Gemischen, die diesen Stoff in einer Konzentration von ≥ 0,1 Gew.-% unter bestimmten Bedingungen (Schutzhandschuhe, Kennzeichnungspflicht). |
| 57                                    | Cyclohexan | 110-82-7 | 203-806-2 | Nach 27. Juni 2010: Inverkehrbringen an die breite Öffentlichkeit in Kontaktklebstoffen auf Neopren-Basis in einer Konzentration von ≥ 0,1 Gew.-% in Packungsgrößen > 350 g. Spezielle Kennzeichnungspflicht. |
| 58                                    | Ammoniumnitrat | 6484-52-2 | 229-347-8 | Nach 27. Juni 2010: Inverkehrbringen als Dünger mit über 28 Gew.-% Stickstoff, wenn dieser nicht der Verordnung (EG) Nr. 2003/2003 entspricht. |
| 59                                    | Dichlormethan | 75-09-2 | 200-838-9 | Inverkehrbringen in Farbabbeizern, die Dichlormethan (DCM) in einer Konzentration von ≥ 0,1 Gew.-%. |
| 60                                    | Acrylamid | 79-06-1 | 201-173-7 | Nach 5. November 2012: Verwendung und Inverkehrbringen als Stoff oder in Gemischen in Konzentrationen von ≥ 0,1 Gew.-% für Abdichtungsanwendungen (Injektion, Verpressung, Verfugung oder Verguss). |
| 61                                    | Dimethylfumarat (DMF) | 624-49-7 | 210-849-0 | Verwendung und Inverkehrbringen in Erzeugnissen oder Bestandteilen davon in einer Konzentration von > 0,1 mg/kg. |
| 62                                    | a) Phenylquecksilberacetat | 62-38-4 | 200-532-5 | Nach 10. Oktober 2017: Verwendung und Inverkehrbringen als Stoff oder in Gemischen in einer Quecksilberkonzentration ≥ 0,01 Gew.-%. |
| 62                                    | b) Phenylquecksilberpropionat | 103-27-5 | 203-094-3 | Nach 10. Oktober 2017: Verwendung und Inverkehrbringen als Stoff oder in Gemischen in einer Quecksilberkonzentration ≥ 0,01 Gew.-%. |
| 62                                    | c) Phenylquecksilber-2-ethylhexanoat | 13302-00-6 | 236-326-7 | Nach 10. Oktober 2017: Verwendung und Inverkehrbringen als Stoff oder in Gemischen in einer Quecksilberkonzentration ≥ 0,01 Gew.-%. |
| 62                                    | d) Phenylquecksilberoctanoat | 13864-38-5 | - | Nach 10. Oktober 2017: Verwendung und Inverkehrbringen als Stoff oder in Gemischen in einer Quecksilberkonzentration ≥ 0,01 Gew.-%. |
| 62                                    | e) Phenylquecksilberneodecanoat | 26545-49-3 | 247-783-7 | Nach 10. Oktober 2017: Verwendung und Inverkehrbringen als Stoff oder in Gemischen in einer Quecksilberkonzentration ≥ 0,01 Gew.-%. |
| 63                                    | Blei und seine Verbindungen | Blei und seine Verbindungen | Blei und seine Verbindungen | Verwendung und Inverkehrbringen in Schmuckwaren mit einem Bleigehalt von ≥ 0,05 Gew.-%. Gilt nicht für Schmuckwaren, die vor dem 10. Dezember 1961 hergestellt oder vor 9. Oktober 2013 in Verkehr gebracht, Kristallglas oder Email. Ab 1. August 2024 PVC-Erzeugnisse mit einem Bleigehalt > 0.1 Gew.-%. |
| 63                                    | Blei | 7439-92-1 | 231-100-4 | Verwendung und Inverkehrbringen in Schmuckwaren mit einem Bleigehalt von ≥ 0,05 Gew.-%. Gilt nicht für Schmuckwaren, die vor dem 10. Dezember 1961 hergestellt oder vor 9. Oktober 2013 in Verkehr gebracht, Kristallglas oder Email. Ab 1. August 2024 PVC-Erzeugnisse mit einem Bleigehalt > 0.1 Gew.-%. |
| 63                                    | Bleiverbindungen | | | Verwendung und Inverkehrbringen in Schmuckwaren mit einem Bleigehalt von ≥ 0,05 Gew.-%. Gilt nicht für Schmuckwaren, die vor dem 10. Dezember 1961 hergestellt oder vor 9. Oktober 2013 in Verkehr gebracht, Kristallglas oder Email. Ab 1. August 2024 PVC-Erzeugnisse mit einem Bleigehalt > 0.1 Gew.-%. |
| 64                                    | 1,4-Dichlorbenzol | 106-46-7 | 203-400-5 | Verwendung und Inverkehrbringen als Stoff oder Bestandteil von Gemischen in Lufterfrischern oder Deodorant in Toiletten, Privathaushalten, Büros oder anderen öffentlich zugänglichen Innenräumen mit ≥ 1 Gew.-%. |
| 65                                    | Anorganische Ammoniumsalze | Anorganische Ammoniumsalze | Anorganische Ammoniumsalze | Verwendung und Inverkehrbringen in Zellstoffisoliermaterialgemischen/Zellstoffisoliermaterialerzeugnissen, wenn die Emission von Ammoniak aus diesen Gemischen oder Erzeugnissen ≥ 3 ppm (2,12 mg/m³) beträgt. |
| 66                                    | 4,4'-Isopropylidenediphenol (Bisphenol A) | 80-05-7 | 201-245-8 | Inverkehrbringen in Thermopapier in einer Konzentration ≥ 0,02 Gew.-%. |
| 67                                    | entfällt (ursprünglich Bis(pentabromphenyl)ether, Decabromdiphenylether, DecaBDE) | entfällt (ursprünglich Bis(pentabromphenyl)ether, Decabromdiphenylether, DecaBDE) | entfällt (ursprünglich Bis(pentabromphenyl)ether, Decabromdiphenylether, DecaBDE) | entfällt (ursprünglich Bis(pentabromphenyl)ether, Decabromdiphenylether, DecaBDE) |
| 68                                    | C9–C14 lineare und/oder verzweigte Perfluorcarbonsäuren (C9–C14-PFCA), ihre Salze und C9–C14-PFCA entsprechende Stoffe | C9–C14 lineare und/oder verzweigte Perfluorcarbonsäuren (C9–C14-PFCA), ihre Salze und C9–C14-PFCA entsprechende Stoffe | C9–C14 lineare und/oder verzweigte Perfluorcarbonsäuren (C9–C14-PFCA), ihre Salze und C9–C14-PFCA entsprechende Stoffe | Ab 25. Februar 2023 Herstellung und Inverkehrbringen als Stoff, Bestandteil eines anderen Stoffes, Gemisches oder Erzeugnisses in einer Konzentration von ≥ 25 ppb. |
| 68                                    | Perfluortridecansäure | 72629-94-8 | 276-745-2 | Ab 25. Februar 2023 Herstellung und Inverkehrbringen als Stoff, Bestandteil eines anderen Stoffes, Gemisches oder Erzeugnisses in einer Konzentration von ≥ 25 ppb. |
| 68                                    | Perfluordodecansäure | 307-55-1 | 206-203-2 | Ab 25. Februar 2023 Herstellung und Inverkehrbringen als Stoff, Bestandteil eines anderen Stoffes, Gemisches oder Erzeugnisses in einer Konzentration von ≥ 25 ppb. |
| 68                                    | Perfluorundecansäure | 2058-94-8 | 218-165-4 | Ab 25. Februar 2023 Herstellung und Inverkehrbringen als Stoff, Bestandteil eines anderen Stoffes, Gemisches oder Erzeugnisses in einer Konzentration von ≥ 25 ppb. |
| 68                                    | Perfluornonansäure | 375-95-1 | Q7168161 | Ab 25. Februar 2023 Herstellung und Inverkehrbringen als Stoff, Bestandteil eines anderen Stoffes, Gemisches oder Erzeugnisses in einer Konzentration von ≥ 25 ppb. |
| 68                                    | Perfluortetradecansäure | 376-06-7 | 206-803-4 | Ab 25. Februar 2023 Herstellung und Inverkehrbringen als Stoff, Bestandteil eines anderen Stoffes, Gemisches oder Erzeugnisses in einer Konzentration von ≥ 25 ppb. |
| 68                                    | Perfluordecansäure | 335-76-2 | 206-400-3 | Ab 25. Februar 2023 Herstellung und Inverkehrbringen als Stoff, Bestandteil eines anderen Stoffes, Gemisches oder Erzeugnisses in einer Konzentration von ≥ 25 ppb. |
| 69                                    | Methanol | 67-56-1 | 200-659-6 | Inverkehrbringen an die allgemeine Öffentlichkeit in Scheibenwaschflüssigkeiten oder Scheibenfrostschutzmitteln in einer Konzentration ≥ 0,6 Gew.-%. |
| 70                                    | Octamethylcyclotetrasiloxan (D4); Decamethylcyclopentasiloxan (D5) | Octamethylcyclotetrasiloxan (D4); Decamethylcyclopentasiloxan (D5) | Octamethylcyclotetrasiloxan (D4); Decamethylcyclopentasiloxan (D5) | Inverkehrbringen in abwaschbaren kosmetischen Mitteln in einer Konzentration ≥ 0,1 Gew.-%. |
| 70                                    | Octamethylcyclotetrasiloxan (D4) | 556-67-2 | 209-136-7 | Inverkehrbringen in abwaschbaren kosmetischen Mitteln in einer Konzentration ≥ 0,1 Gew.-%. |
| 70                                    | Decamethylcyclopentasiloxan (D5) | 541-02-6 | 208-764-9 | Inverkehrbringen in abwaschbaren kosmetischen Mitteln in einer Konzentration ≥ 0,1 Gew.-%. |
| 71                                    | 1-Methyl-2-pyrrolidon (NMP) | 872-50-4 | 212-828-1 | Herstellung, Verwendung und Inverkehrbringen als Stoff oder in Gemischen in Konzentrationen von ≥ 0,3 %. |
| 72                                    | Die in Anhang XVII, Anlage 12 aufgeführten Stoffe | Die in Anhang XVII, Anlage 12 aufgeführten Stoffe | Die in Anhang XVII, Anlage 12 aufgeführten Stoffe | Inverkehrbringen in Kleidung und Zubehör, Schuhwaren wenn die Konzentration über den Grenzwerten in Anhang XVII, Anlage 12 ist nach dem 1. November 2020. |
| 73                                    | (3,3,4,4,5,5,6,6,7,7,8,8,8-Tridecafluoroctyl)silantriol seine Mono-, Di- oder Tri-O-(Alkyl-)Derivate | (3,3,4,4,5,5,6,6,7,7,8,8,8-Tridecafluoroctyl)silantriol seine Mono-, Di- oder Tri-O-(Alkyl-)Derivate | (3,3,4,4,5,5,6,6,7,7,8,8,8-Tridecafluoroctyl)silantriol seine Mono-, Di- oder Tri-O-(Alkyl-)Derivate | Inverkehrbringen an die breite Öffentlichkeit in Sprühprodukten (Aerosolpackungen, Pumpsprays, Triggersprays für abdichtende oder imprägnierende Sprühanwendungen) in einer Gesamtkonzentration von ≥ 2 ppb nach dem 2. Januar 2021. |
| 73                                    | Triethoxy(3,3,4,4,5,5,6,6,7,7,8,8,8-tridecafluoroctyl)silan | 51851-37-7 | 257-473-3 | Inverkehrbringen an die breite Öffentlichkeit in Sprühprodukten (Aerosolpackungen, Pumpsprays, Triggersprays für abdichtende oder imprägnierende Sprühanwendungen) in einer Gesamtkonzentration von ≥ 2 ppb nach dem 2. Januar 2021. |
| 73                                    | Trimethoxy(3,3,4,4,5,5,6,6,7,7,8,8,8-tridecafluoroctyl)silan | 85857-16-5 | 288-657-1 | Inverkehrbringen an die breite Öffentlichkeit in Sprühprodukten (Aerosolpackungen, Pumpsprays, Triggersprays für abdichtende oder imprägnierende Sprühanwendungen) in einer Gesamtkonzentration von ≥ 2 ppb nach dem 2. Januar 2021. |
| 74                                    | Diisocyanate (O=C=N-R-N=C=O, wobei R eine aliphatische oder aromatische Kohlenwasserstoffeinheit beliebiger Länge ist) | Diisocyanate (O=C=N-R-N=C=O, wobei R eine aliphatische oder aromatische Kohlenwasserstoffeinheit beliebiger Länge ist) | Diisocyanate (O=C=N-R-N=C=O, wobei R eine aliphatische oder aromatische Kohlenwasserstoffeinheit beliebiger Länge ist) | Industrielle oder gewerbliche Verwendung als Stoff, Bestandteil in anderen Stoffen oder in Gemischen in Konzentration einzeln und in Kombination von ≥ 0,1 Gew.-% nach dem 24. Februar 2022/24. August 2023. |
| 74                                    | Hexamethylendiisocyanat | 822-06-0 | 212-485-8 | Industrielle oder gewerbliche Verwendung als Stoff, Bestandteil in anderen Stoffen oder in Gemischen in Konzentration einzeln und in Kombination von ≥ 0,1 Gew.-% nach dem 24. Februar 2022/24. August 2023. |
| 74                                    | 2-Methyl-m-phenylenediisocyanat | 91-08-7 | 202-039-0 | Industrielle oder gewerbliche Verwendung als Stoff, Bestandteil in anderen Stoffen oder in Gemischen in Konzentration einzeln und in Kombination von ≥ 0,1 Gew.-% nach dem 24. Februar 2022/24. August 2023. |
| 74                                    | 3,3′-Dimethylbiphenyl-4,4′-diyldiisocyanat | 91-97-4 | 202-112-7 | Industrielle oder gewerbliche Verwendung als Stoff, Bestandteil in anderen Stoffen oder in Gemischen in Konzentration einzeln und in Kombination von ≥ 0,1 Gew.-% nach dem 24. Februar 2022/24. August 2023. |
| 74                                    | 4,4’-Methylenediphenyldiisocyanat | 101-68-8 | 202-966-0 | Industrielle oder gewerbliche Verwendung als Stoff, Bestandteil in anderen Stoffen oder in Gemischen in Konzentration einzeln und in Kombination von ≥ 0,1 Gew.-% nach dem 24. Februar 2022/24. August 2023. |
| 74                                    | 4-Methyl-m-phenylenediisocyanat | 584-84-9 | 209-544-5 | Industrielle oder gewerbliche Verwendung als Stoff, Bestandteil in anderen Stoffen oder in Gemischen in Konzentration einzeln und in Kombination von ≥ 0,1 Gew.-% nach dem 24. Februar 2022/24. August 2023. |
| 74                                    | 2,4,6-Triisopropyl-m-phenylenediisocyanat | 2162-73-4 | 218-485-4 | Industrielle oder gewerbliche Verwendung als Stoff, Bestandteil in anderen Stoffen oder in Gemischen in Konzentration einzeln und in Kombination von ≥ 0,1 Gew.-% nach dem 24. Februar 2022/24. August 2023. |
| 74                                    | m-Toluoldiisocyanat | 26471-62-5 | 247-722-4 | Industrielle oder gewerbliche Verwendung als Stoff, Bestandteil in anderen Stoffen oder in Gemischen in Konzentration einzeln und in Kombination von ≥ 0,1 Gew.-% nach dem 24. Februar 2022/24. August 2023. |
| 74                                    | 1,3-Bis(1-isocyanato-1-methylethyl)benzol | 2778-42-9 | 220-474-4 | Industrielle oder gewerbliche Verwendung als Stoff, Bestandteil in anderen Stoffen oder in Gemischen in Konzentration einzeln und in Kombination von ≥ 0,1 Gew.-% nach dem 24. Februar 2022/24. August 2023. |
| 74                                    | Naphthylen-1,5-diisocyanat | 3173-72-6 | 221-641-4 | Industrielle oder gewerbliche Verwendung als Stoff, Bestandteil in anderen Stoffen oder in Gemischen in Konzentration einzeln und in Kombination von ≥ 0,1 Gew.-% nach dem 24. Februar 2022/24. August 2023. |
| 74                                    | 1,3-Bis(isocyanatomethyl)benzol | 3634-83-1 | 222-852-4 | Industrielle oder gewerbliche Verwendung als Stoff, Bestandteil in anderen Stoffen oder in Gemischen in Konzentration einzeln und in Kombination von ≥ 0,1 Gew.-% nach dem 24. Februar 2022/24. August 2023. |
| 74                                    | 3-Isocyanatomethyl-3,5,5-trimethylcyclohexylisocyanat | 4098-71-9 | 223-861-6 | Industrielle oder gewerbliche Verwendung als Stoff, Bestandteil in anderen Stoffen oder in Gemischen in Konzentration einzeln und in Kombination von ≥ 0,1 Gew.-% nach dem 24. Februar 2022/24. August 2023. |
| 74                                    | 4,4'-Methylenedicyclohexyldiisocyanat | 5124-30-1 | 225-863-2 | Industrielle oder gewerbliche Verwendung als Stoff, Bestandteil in anderen Stoffen oder in Gemischen in Konzentration einzeln und in Kombination von ≥ 0,1 Gew.-% nach dem 24. Februar 2022/24. August 2023. |
| 74                                    | 2,4’-Methylenediphenyldiisocyanat | 5873-54-1 | 227-534-9 | Industrielle oder gewerbliche Verwendung als Stoff, Bestandteil in anderen Stoffen oder in Gemischen in Konzentration einzeln und in Kombination von ≥ 0,1 Gew.-% nach dem 24. Februar 2022/24. August 2023. |
| 74                                    | 2,2’-Methylenediphenyldiisocyanat | 2536-05-2 | 219-799-4 | Industrielle oder gewerbliche Verwendung als Stoff, Bestandteil in anderen Stoffen oder in Gemischen in Konzentration einzeln und in Kombination von ≥ 0,1 Gew.-% nach dem 24. Februar 2022/24. August 2023. |
| 75                                    | Stoffe in Tätowierfarben und Permanent Make-up | Stoffe in Tätowierfarben und Permanent Make-up | Stoffe in Tätowierfarben und Permanent Make-up | a.) Stoffe eingestuft als kanzerogen (Kat 1A, 1B, 2), keinzellenmutagen (Kat. 1A, 1B, 2) oder reproduktionstoxisch (Kat. 1A, 1B, 2), außer solche die nur inhalativ wirken. Stoffe eingestuft als Hautsensibilisierer (Kat. 1, 1A, 1B), hautätzend (Kat. 1, 1A, 1B, 1C), hautzreizend (Kat. 2) oder die schwere Augenschädigung (Kat. 1) oder Augenreizung (Kat. 2) verursachen; b.) Stoffe in Anhang II der Verordnung (EG) Nr. 1223/2009; c.) Stoffe in Anhang IV der Verordnung (EG) Nr. 1223/2009; d.) Stoffe nach Anhang XVII, Anlage 13 |
| 76                                    | N,N-Dimethylformamid | 68-12-2 | 200-679-5 | 1. kein Verkauf als Stoffe, Bestandteil eines Stoffs oder einer Mischung mit einer Konzentration > 0,3 % nach dem 12. Dezember 2023, außer durch Hersteller, Importeure und Anwender werden in Stoffsicherheitsbericht und Sicherheitsdatenblatt DNEL Werte für Arbeitnehmerexposition von 6 mg/m³ (inhalativ) und 1,1 mg/kg/Tag (dermal) aufgeführt. 2. keine Herstellung oder Verwendung als Stoff, Bestandteil eines Stoffs oder einer Mischung mit einer Konzentration > 0,3 % nach dem 12. Dezember 2023 außer Hersteller und Endverbraucher treffen geeignete Maßnahmen um die Einhaltung der DNEL Werte sicherzustellen. |
| 77                                    | Formaldehyd und Formaldehydabspalter | Formaldehyd und Formaldehydabspalter | Formaldehyd und Formaldehydabspalter | Ab 6. August 2026: Möbel und Erzeugnisse auf Holzwerkstoffbasis die mehr als 0,062 mg/m3 sowie andere Erzeugnisse als Möbel und Erzeugnisse auf Holzwerkstoffbasis die mehr als 0,080 mg/m3 (gemessen nach Anlage 14) freisetzen. Ab 6. August 2027 Erzeugnisse in Straßenfahrzeugen, die mehr als 0,062 mg/m3 (gemessen nach Anlage 14) freisetzen. |
| 77                                    | Formaldehyd | 50-00-0 | 200-001-8 | Ab 6. August 2026: Möbel und Erzeugnisse auf Holzwerkstoffbasis die mehr als 0,062 mg/m3 sowie andere Erzeugnisse als Möbel und Erzeugnisse auf Holzwerkstoffbasis die mehr als 0,080 mg/m3 (gemessen nach Anlage 14) freisetzen. Ab 6. August 2027 Erzeugnisse in Straßenfahrzeugen, die mehr als 0,062 mg/m3 (gemessen nach Anlage 14) freisetzen. |
| 78                                    | Mikroplastik | | | In Gemischen in einer Konzentration von > 0,01 Gew.-%. Ab 17. Oktober 2027 für auszuspülende/abzuspülende Mittel im Sinne der Verordnung (EG) Nr. 1223/2009, Nummer 1(a) der Präambel der Anhänge II bis VI. Ab 17. Oktober 2028 für Detergenzien im Sinne der Verordnung (EG) Nr. 648/2004, Artikel 2 Absatz 1, Wachse, Poliermittel und Lufterfrischer, sowie Düngeprodukte im Sinne der Verordnung (EU) 2019/1009, Artikel 2 Nummer 1. Ab 17. Oktober 2029 zur Verwendung bei der Verkapselung von Duftstoffen und Mittel, in Produkten die auf der Haut/in den Haaren verbleiben, sowie in Produkten im Sinne der Verordnung (EU) 2017/745. Ab 17. Oktober 2031 für Pflanzenschutzmittel im Sinne der Verordnung (EG) Nr. 1009/2009, Artikel 2, Nummer 1, Biozidprodukte im Sinne der Verordnung (EU) Nr. 582/2012, Artikel 3, Absatz 1(a), sowie Einstreugranulat für synthetische Sportböden. Ab 17. Oktober 2035 für Lippenmittel, für Nagelmittel und für Make-up-Produkte. |

Anmerkungen (A): 
1. ↑  Kurzfassung der Beschränkung. Für den genauen Wortlaut, insbesondere Einschränken und Ausnahmen, bitte den entsprechenden Gesetzestext nachschlagen.
2. ↑  Der Eintrag 22 wurde durch Verordnung (EU) 2020/2096 gestrichen und Pentachlorphenol und seine Salze und Ester stattdessen in die Verordnung (EU) 2019/1021 (POP-Verordnung) aufgenommen.
3. ↑  Durch die Verordnung (EG) Nr. 2037/2000 wurde die Verwendung mit wenigen Ausnahmen in der EU verboten und entsprechend durch diese aus dem Anhang XVII gestrichen.
4. ↑  Durch die Verordnung (EG) Nr. 2037/2000 wurde die Verwendung in der EU verboten und entsprechend durch diese aus Anhang XVII der REACH-Verordnung gestrichen.
5. ↑  Durch die Verordnung (EU) Nr. 519/2012 wurden SCCP in den Anhang I der Verordnung (EG) Nr. 850/2004 aufgenommen, wodurch Herstellung, Inverkehrbringen und Verwendung – abgesehen von gewissen Ausnahmen – verboten sind. Der Eintrag 42 im Anhang XVII wurde somit überflüssig und durch Verordnung (EU) Nr. 126/2013 aus Anhang XVII der REACH-Verordnung gestrichen.
6. ↑  Biphenyl-4-ylamin, Benzidin, 4-Chlor-o-toluidin, 2-Naphthylamin, o-Aminoazotoluol, 5-Nitro-o-toluidin, 4-Chloranilin, 4-Methoxy-m-phenylendiamin, 4,4′-Methylendianilin, 3,3′-Dichlorbenzidin, 3,3′-Dimethoxybenzidin, 3,3′-Dimethylbenzidin, 4,4′-Methylendi-o-toluidin, p-Kresidin, 4,4′-Methylenbis(2-chloranilin), 4,4′-Oxydianilin, 4,4′-Thiodianilin, o-Toluidin, 4-Methyl-m-phenylendiamin, 2,4,5-Trimethylanilin, o-Anisidin, 4-Aminoazobenzol.
7. ↑  Durch die Verordnung (EU) Nr. 757/2010 wurden Pentabromdiphenylether in den Anhang I der Verordnung (EG) Nr. 850/2004 aufgenommen, wodurch Herstellung und Inverkehrbringen verboten sind. Der Eintrag 44 im Anhang XVII wurde somit überflüssig und durch Verordnung (EU) Nr. 207/2011 aus Anhang XVII der REACH-Verordnung gestrichen.
8. ↑  Durch die Verordnung (EU) Nr. 757/2010 wurden PFOS in den Anhang I der Verordnung (EG) Nr. 850/2004 aufgenommen, wodurch Herstellung und Inverkehrbringen verboten sind. Der Eintrag 53 im Anhang XVII wurde somit überflüssig und durch Verordnung (EU) Nr. 207/2011 aus Anhang XVII der REACH-Verordnung gestrichen. Die Ausnahmen des Anhang XVII der Reach-Verordnung wurden in den Anhang I der Verordnung (EG) Nr. 850/2004 aufgenommen.
9. ↑  Der Eintrag 67 wurde durch Verordnung (EU) 2020/2096 gestrichen und DecaBDE stattdessen in die Verordnung (EU) 2019/1021 (POP-Verordnung) aufgenommen.
10. ↑  Zuvor Perfluoroctansäure (PFOA), ihre Salze und  Vorläuferverbindungen mit C7F15-Gruppe. Der alte Eintrag 68 wurde durch Verordnung (EU) 2020/2096 gestrichen und PFOA stattdessen in die Verordnung (EU) 2019/1021 (POP-Verordnung) aufgenommen.
11. ↑  Cadmium und Cadmiumverbindungen, Chrom(VI)-Verbindungen, Arsenverbindungen, Blei und Bleiverbindungen, Benzol, Benz[a]anthracen, Benz[e]acephenanthrylen, Benzo[a]pyren, Benzo[def]chrysen, Benzo[e]pyren, Benzo[j]fluoranthen, Benzo[k]fluoranthen, Chrysen, Dibenz[a,h]anthracen, α,α,α,4-Tetrachlortoluol,  α,α,α-Trichlortoluol, p-Chlortoluol (Benzylchlorid), Formaldehyd, Di-C6–8-verzweigte Alkylester der 1,2-Benzoldicarbonsäure (C7-reich), Bis(2-methoxyethyl)phthalat, Diisopentylphthalat, Di-n-pentylphthalat (DPP), Di-n-hexylphthalat (DnHP), N-Methyl-2-pyrrolidon (1-Methyl-2-pyrrolidon, NMP), N,N-Dimethylacetamid (DMAC), 1,4,5,8-Tetraaminoanthrachinon (C.I. Disperse Blue 1), 4,4′-(4-Iminocyclohexa-2,5-dienylidenmethylen)dianilinhydrochlorid (Parafuchsinhydrochlorid, C.I. Basic Red 9), [4-[4,4′-Bis(dimethylamino)benzhydryliden]cyclohexa-2,5-dien-1-yliden]dimethylammoniumchlorid (C.I. Basic Violet 3) mit ≥ 0,1 % Michlers Keton, 4-Chlor-o-toluidiniumchlorid, 2-Naphthylammoniumacetat, 4-Methoxy-m-phenylendiammoniumsulfat (2,4-Diaminoanisolsulfat), 2,4,5-Trimethylanilinhydrochlorid, Chinolin
12. ↑  Quecksilber, Nickel, Zinnorganische Verbindungen, Antimon, Arsen, Barium, Cadmium, Chrom, Cobalt, Kupfer, Zink, Blei, Selen, Benzo[a]pyrene, Polycyclische aromatische Kohlenwasserstoffe, Methanol, 2-Methoxyanilin o-Toluidin, 3,3′-Dichlorbenzidin, 2,4-Diaminotoluol, 4-Chloranilin, 5-Nitro-o-toluidin, 3,3′-Dimethoxybenzidin, o-Tolidin 4,4′-Thiodianilin, 4-Chlor-o-toluidin, 2-Naphthylamin, Anilin, Benzidin, p-Toluidin, 2,5-Diaminotoluol, 4-Aminobiphenyl, o-Aminoazotoluol, 4-Methoxy-m-phenylendiamin, 4,4′-Diaminodiphenylmethan, 4,4′-Methylendi-o-toluidin, p-Kresidin 4,4′-Methylenbis(2-chloranilin), 4,4′-Oxydianilin, 2,4,5-Trimethylanilin, p-Aminoazobenzol, p-Phenylendiamin, Sulfanilsäure, 4-Amino-3-fluorphenol, 2,6-Xylidin, 6-Amino-2-ethoxynaphthalin, 2,4-Xylidin, Pigment Red 2, Pigment Red 7, Pigment Red 9, Pigment Red 12, Pigment Red 14, Pigment Red 15, Pigment Red 17, Pigment Red 22, Pigment Red 112, Pigment Red 146, Pigment Red 210, Pigment Red 269, Pigment Orange 13, Pigment Orange 16, Pigment Orange 34, Pigment Orange 74, Pigment Yellow 1, Pigment Yellow 12, Pigment Yellow 14, Pigment Yellow 55, Pigment Yellow 65, Pigment Yellow 74, Pigment Yellow 83, Pigment Yellow 87, Pigment Yellow 97, Solvent Red 1, Acid Orange 24, Solvent Red 23, Acid Red 73, Disperse Yellow 3, Acid Green 16, Acid Red 26, Acid Violet 17, Basic Red 1, Disperse Blue 106, Disperse Blue 124, Disperse Blue 35, Disperse Orange 37, Disperse Red 1, Disperse Red 17, Disperse Yellow 9, Pigment Violet 3, Pigment Violet 39, Solvent Yellow 2